# WebRTC
WebRTC (англ. web real-time communications — коммуникации по сети в реальном времени) — технология с открытым исходным кодом, предназначенная для организации передачи потоковых данных между браузерами или другими поддерживающими его приложениями по технологии точка-точка.
На уровне API технология стандартизируется консорциумом W3C, а на протокольном уровне — сообществом IETF.
Его включение в рекомендации W3C поддерживается Google Chrome (и других на его основе), Mozilla и Opera.
WebRTC распространяется по лицензии BSD-3 и исходный код основывается на продукте от Global IP Solutions, которая была куплена компанией Google в мае 2010.

## Технология
Технология WebRTC делает возможной видеосвязь через окно браузера, так что для присоединения к звонку необходимо только перейти по ссылке на соответствующую веб-страницу.
В WebRTC используются два аудиокодека, G.711 и Opus, а также видеокодеки VP8 и H.264.

### Преимущества технологии
- проведение конференции в браузере значительно упрощает процесс проведения конференции — пользователю не нужно устанавливать для этого отдельные приложения;
- используемые кодеки обеспечивают хорошее качество связи;
- возможность реализации любых элементов интерфейса средствами HTML5 и JavaScript;
- открытый исходный код даёт больше возможностей для использования.

### Недостатки технологии
- технология определяет только общий стандарт передачи данных (видео и звука), но отдельные решения разных браузеров относительно адресации абонентов и прочих управляющих процессов не совместимы между собой. Поэтому даже звонки между парой различных браузеров представляют отдельную сложность[9][10][11].
- обеспечение групповых конференций требует дополнительных разработок поверх WebRTC.
- использование технологии WebRTC, которая по умолчанию включена во многих популярных браузерах, позволяет третьей стороне определить реальный публичный IP-адрес устройства, работающего через VPN[12]. Для предотвращения утечки адреса рекомендуется либо полностью отключить WebRTC в настройках браузера[13], либо установить специальное дополнение[14][15] или конфиденциально-ориентированный браузер (например, LibreWolf).

## Поддержка в браузерах
| Chrome | Safari | Firefox | Opera | MS Edge | Brave |
| ------ | ------ | ------- | ----- | ------- | ----- |
| 23+    | 11+    | 38+     | 12+   | 103.+   | 1.5+  |

В браузере Edge используется собственная альтернатива этой технологии: ORTC (Object Real-Time Communications)
Для IE9+ существует аналогичное приложение webrtc4all.

## Пример использования
Браузеры, которые поддерживают WebRTC, имеют функцию getUserMedia с вендорным префиксом. Она используется для получения доступа к устройствам и принимает на вход 3 параметра: вид устройства (аудио, видео или оба), функция, которая получит управление, если всё пройдёт успешно, и функция, которая получит управление в случае ошибки.
```
navigator
.
getUserMedia
({
audio
:
 
true
,
 
video
:
 
true
},
 
success
,
 
error
);

function
 
success
(
pLocalMediaStream
)
 
{

    
/* обработка видеопотока */

}

function
 
error
(
pError
)
 
{

    
/* вывод ошибки */

    
console
.
log
(
pError
);

}

```

## WebRTC в групповых конференциях
Хотя WebRTC изначально рассчитано на соединения типа точка-точка и peer-to-peer, существует несколько готовых реализаций WebRTC-серверов, организующих сложные групповые конференции между разными браузерами. Такие серверы также обеспечивают присоединение к связи с браузерами сторонних устройств — IP-камер, использующих протокол RTSP/RTP, а также SIP и H.323-терминалов.